# Агнешка Гроховська
Агнешка Гроховська-Гаєвська (пол. Agnieszka Grochowska-Gajewska; нар.. 31 грудня 1979 року, Варшава, Польща) — польська акторка театру і кіно. Лауреатка премії «Золотого лева» за найкращу жіночу роль у фільмі «Три хвилини. 21:37» на польському кінофестивалі в Гдині (2011). Нагороди в акторській діяльності: «Хрест Заслуги», «Медаль „За заслуги в культури Gloria Artis“».

## Біографія
Ще під час навчання у школі Агнешка Гроховська відвідувала акторський гурток, що діяв у театрі «Очота» у Варшаві під керівництвом Галини та Яна Мачульських.
У 2002 році Агнешка Гроховська закінчила акторський факультет в Театральній академії Варшави. З 2003 року Агнешка є акторкою Театру-студії в Варшаві. У театрі Агнешка познайомилася і дебютувала з актором Збігневом Запасевичем. До цього в 2002 році Агнешка взяла участь у фільмі «Тривога», режисером якого був її майбутній чоловік Даріуш Гаєвський.
Агнешка Гроховска є однією з найвідоміших польських акторак молодшого покоління. Найбільш популярні фільми: «Удари», «У темряві», «Валенса. Людина з надії».

## Нагороди
Лауреатка премії «Золотого лева» за найкращу жіночу роль у фільмі «Три хвилини. 21:37» на польському кінофестивалі в Гдині. Картина також була відібрана до головного конкурсу 63-го Міжнародного кінофестивалю в Локарно, а сама Гроховська отримала позитивні відгуки, в тому числі в американському The Hollywood Reporter.
У січні 2012 року відбулася польська прем'єра фільму Агнешки Голланд «У темряві», в якому Гроховська грає одну з головних ролей. Картина була номінована на «Оскар» за найкращий фільм з іноземної мови на 84-й нагороді Академії. Сама Гроховська була номінована на польські кінопремії за найкращу головну роль жінки у вищезгаданому фільмі. Однак нагороду вона не отримала.
11 квітня 2014 року їй було присвоєно бронзову медаль «За заслуги перед культурою Gloria Artis».

## Особисте життя
У липні 2004 року Агнешка Гроховська вийшла заміж за Даріуша Гаєвського. У 2012 році у них народився син Владислав, а у 2016 році — син Генріх

## Фільмографія
| Рік  | Назва                      | Персонаж                   |
| ---- | -------------------------- | -------------------------- |
| 1999 | В добрі і в злі (серіал)   | Домініка (2003)            |
| 2002 | Тривога                    | Сільвія                    |
| 2003 | Варшава                    | Клара                      |
| 2003 | Комічна сила               | Емка                       |
| 2003 | Zaginiona (серіал)         | Ула Токарська              |
| 2004 | В дорозі                   | Казьо                      |
| 2004 | Удари                      | Таня                       |
| 2005 | Візьми себе в руки         | Ілонка                     |
| 2005 | Подорож Ніни               | Ніна Раймич                |
| 2006 | Південь-північ             | Юлія                       |
| 2006 | Самотність в мережі        | Наталія                    |
| 2006 | Ти тільки люби             | Юлія                       |
| 2006 | Ми всі Христи              | мама Адася в молодості     |
| 2006 | Діти шпигунів 4D           | Марісса (дубляж)           |
| 2007 | Команда (серіал)           | Дорота                     |
| 2007 | Ханя                       | Ола                        |
| 2007 | Рататуй                    | Колетт (дубляж)            |
| 2008 | Лімузин                    | Аня                        |
| 2008 | Чарівне дерево             | мама                       |
| 2008 | В очікуванні любові        | Йоанна Малчак              |
| 2009 | Везунчики                  | Марія                      |
| 2009 | Не залишай мене            | Йоанна Рольска             |
| 2010 | За степами                 | Ніна                       |
| 2010 | Три хвилини. 21:37         | вчитель                    |
| 2010 | Венеція                    | Барбара, сестра Йоанни     |
| 2010 | Boulevard Voltaire         | Пауліна                    |
| 2011 | В темряві                  | Клара Келлер               |
| 2011 | 80 мільйонів               | Анка                       |
| 2012 | Не соромлячись             | Анка, сестра Тадека        |
| 2013 | Rzecz o banalnosci milosci | молода Ханна Арендт        |
| 2013 | Валенса                    | Данута Валенса             |
| 2014 | Чужорідне тіло             | Кріс Нильска               |
| 2015 | Номер 44                   | Ніна Андреєва              |
| 2015 | Strange Heaven             | Бася                       |
| 2015 | 杉原千畝(Сугіхара Тиунэ)   | Ірина                      |
| 2015 | American Dream             | Ана                        |
| 2018 | За мрією                   | Марла                      |
| 2019 | Святилище                  | Лікарка Софія Ковальська   |
| 2022 | Як я покохала гангстера    | Мілена                     |
| 2022 | Мертва хватка              | Лаура Гольдштайн-Копінська |
| 2023 | День матері                | Ніна Новак                 |